# Cmentarz mariawicki w Lutkówce
Cmentarz mariawicki w Lutkówce – założony na początku XX wieku, cmentarz Kościoła Starokatolickiego Mariawitów położony w Lutkówce, na terenie parafii Kościoła Starokatolickiego Mariawitów w Lutkówce. 
Parafia w Lutkówce powstała w okresie największego rozkwitu mariawityzmu na terenie Mazowsza zachodniego. Cmentarz znajduje się około 300 m od kościoła przy drodze powiatowej Chudolipie-Osuchów. Na cmentarzu tym pochowani są m.in. kapłani: Jan Maria Kazimierz Kaczyński, Maria Wacław Plewko, Antoni Maria Feliks Woźniak. 